# Joan Perelló Alejo
Joan Perelló Alejo   (Palma, 6 d'octubre de 1993) és un pilot de motociclisme de velocitat mallorquí que ha participat en diverses proves del Mundial de motociclisme en la categoria de 125 cc i fou tercer en el Campionat d'Europa de Velocitat en la mateixa categoria el 2009.

## Resultats al Mundial de motociclisme[1]
| Any   | Categoria | Moto      | Curses | Victòries | Podi | Pole | Fast lap | Punts | Posició |
| ----- | --------- | --------- | ------ | --------- | ---- | ---- | -------- | ----- | ------- |
| 2010  | 125cc     | Lambretta | 5      | 0         | 0    | 0    | 0        | 0     | -       |
| 2011  | 125cc     | Aprilia   | 16     | 0         | 0    | 0    | 0        | 0     | -       |
| Total |           |           | 21     | 0         | 0    | 0    | 0        | 0     |         |